# Captured
Captured es el primer álbum en vivo de la banda estadounidense Journey. Fue grabado durante la gira Departure, y lanzado en febrero de 1981 bajo en sello Columbia Records. Vendió más de un millón de copias, alcanzando la posición No. 9 en la lista Billboard 200.
Fue el último trabajo de la banda en contar con el teclista y músico fundador Gregg Rolie.

## Lista de canciones
1. "Majestic" - 0:41
2. "Where Were You" - 3:22
3. "Just the Same Way" - 3:37
4. "Line of Fire" - 3:25
5. "Lights" - 3:30
6. "Stay Awhile" - 3:15
7. "Too Late" - 3:44
8. "Dixie Highway" - 6:51
9. "Feeling That Way" - 3:14
10. "Anytime" - 4:27
11. "Do You Recall" - 3:26
12. "Walks Like a Lady" - 7:05
13. "Lă Do Dā" - 7:02
14. "Lovin', Touchin', Squeezin'" - 5:14
15. "Wheel in the Sky" - 5:03
16. "Any Way You Want It" - 3:39
17. "The Party's Over (Hopelessly in Love)" - 3:43

## Personal
- Steve Perry - voz
- Neal Schon - guitarra
- Gregg Rolie - teclados
- Ross Valory - bajo
- Steve Smith - batería